# Mordellistena mahena
Mordellistena mahena là một loài bọ cánh cứng trong họ Mordellidae. Loài này được Kolbe miêu tả khoa học năm 1910.

## Hình ảnh

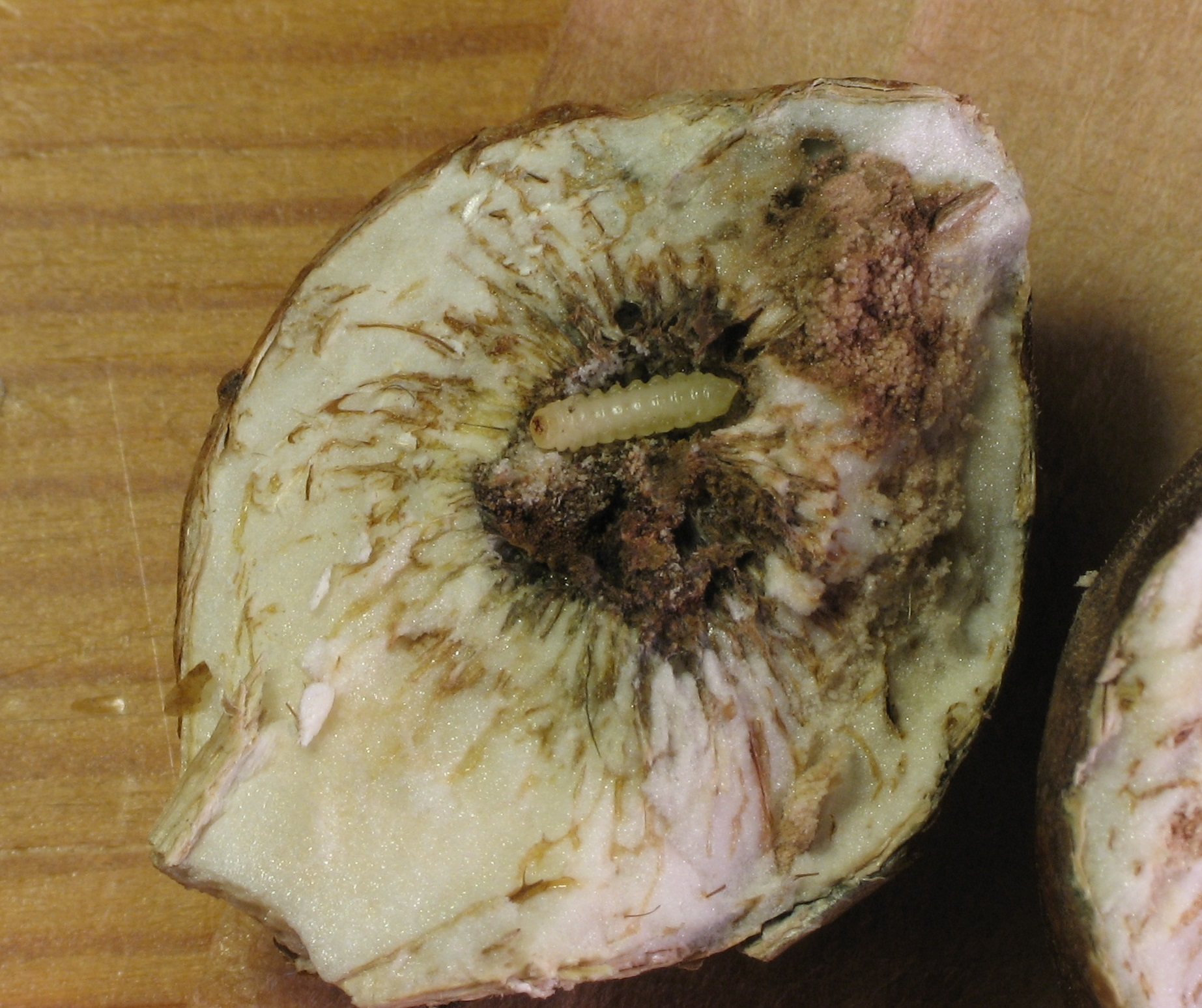